# 하인리히 슐레피
하인리히 슐레피(독일어: Heinrich Schläppi, 1905년 4월 30일 ~ 1958년 2월 15일)는 스위스의 봅슬레이 선수로 1920년대 초에 활동했다. 그는 샤모니에서 열린 1924년 동계 올림픽의 봅슬레이 4인승 종목에 출전해서 금메달을 획득했다. 형인 알프레트도 봅슬레이 선수이다.

## 참고 문헌
- 봅슬레이 4인승 메달리스트 1924, 1943~1956, 1964~
- Wallenchinsky, David. (1984). "Bobsled: Four-Man". In The Complete Book the Olympics: 1896-1980. New York: Penguin Books. p. 559.